# Orgoroso
Orgoroso est une ville de l'Uruguay située dans le département de Paysandú. Sa population est de 516 habitants.

## Population
| Année | Population |
| ----- | ---------- |
| 1985  | -          |
| 1996  | 441        |
| 2004  | 516        |

Références : Instituto Nacional de Estadística de Uruguay,.